# 마이산

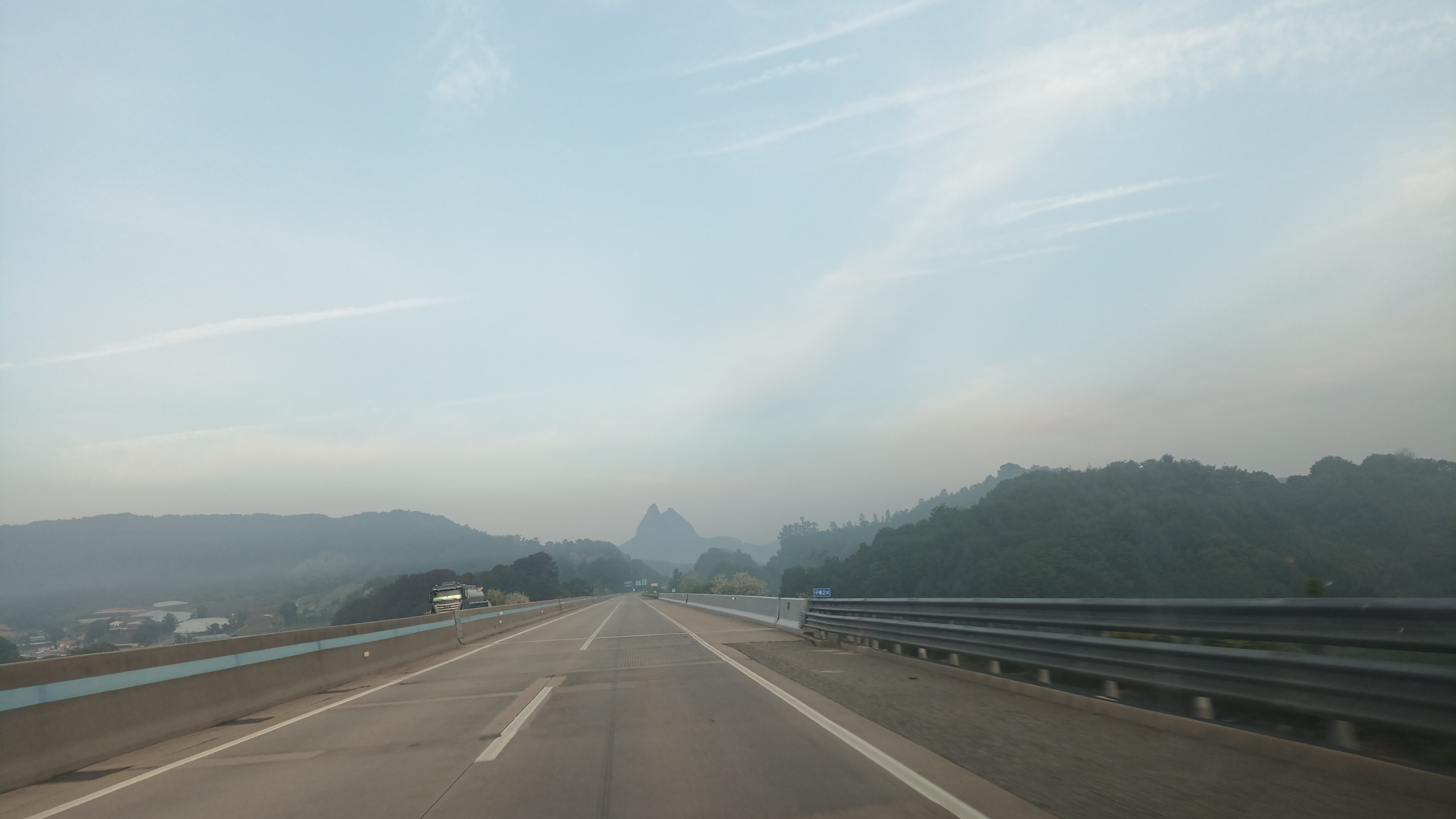
새만금포항고속도로에서 바라본 마이산

마이산(馬耳山, Maisan Mt.)은 전북특별자치도 진안군 진안읍에 있는 산이다. 1979년 10월 16일 도립공원으로 지정되었고, 2003년 10월 31일 대한민국의 명승 제12호로 지정되었다. 이 산은 신라 시대에는 서다산(西多山), 고려 시대에는 용출산(龍出山), 조선 초기에는 속금산(束金山)이라고 불렀으며, 태종 때부터 본격적으로 말의 귀를 닮았다 하여 마이산이라 불리어 왔다. 마이산은 중생대 백악기의 인리형 분지이자 육성 퇴적분지인 진안 분지의 북동부에 있으며, 중생대 백악기의 퇴적암 지층 진안층군의 역암으로 구성된다. 

## 지질
진안 분지(鎭安 盆地, Jinan Basin)는 대한민국 전북특별자치도 내 마이산과 진안군 부귀면, 마령면, 완주군 상관면, 임실군 관촌면, 신덕면, 운암면에 걸쳐 있는 중생대 백악기의 육성 퇴적 분지로, 중생대 백악기의 육성 퇴적암 지층 진안층군과 이를 관입 및 분출한 화산암으로 구성된다. 진안 분지는 북동-남서 방향의 주향 이동 단층인 광주 단층과 전주 단층의 우수향 전단운동에 따른 인장에 의해 형성된 주향이동 분지이다. 진안 분지의 규모는 길이 32 km, 폭 18 km 규모에 면적은 약 580 km2이다. 진안 분지를 구성하는 육성 퇴적암 지층 진안층군(鎭安層群, Jinan Group)은 중생대 백악기에 형성되었으며 시마무라 신베이(島村新兵衛)는 진안 지질도폭(1924)에서 진안층군을 밑에서부터 만덕산층, 달길층, 산수동층과 마이산을 구성하는 마이산 역암층으로 구분하였다.
마이산은 약 1억년 전 자갈이 쌓여 만든 역암으로 구성되어 있으며 마이산 일대에 분포하는 역암 지층을 마이산 역암이라 한다. 마이산은 대한민국 국가지질공원인 진안무주 국가지질공원의 지질유산이다. 마이산은 중생대 후기 약 1억년전까지 호수였으나 대홍수시 모래, 자갈 등이 물의 압력에 의하여 이루어진 수성암으로 약 7천만년 전 지각 변동으로 융기되어 지금의 마이산이 이루어졌으며 지금도 민물고기 화석이 간혹 발견된다.
마이산
- 마이산 입구의 진안무주 국가지질공원 안내 표지
- 마이산 역암층의 역암 진안군 마이산

### 타포니 지형
이 산을 남쪽에서 보면 봉우리 중턱 급경사면에 군데군데 마치 폭격을 맞았거나, 파먹은 것처럼 움푹 패인 크고 작은 굴들을 볼 수 있은데 이는 타포니 지형이다. 풍화작용은 보통 바위 표면에서 시작되나 타포니 지형은 바위 내부에서 시작하여 내부가 팽창되면서 밖에 있는 바위 표면을 밀어냄으로써 만들어진 것이다. 세계에서도 보기드문 사례로 꼽힌다.

## 문화유산

### 일월오봉도

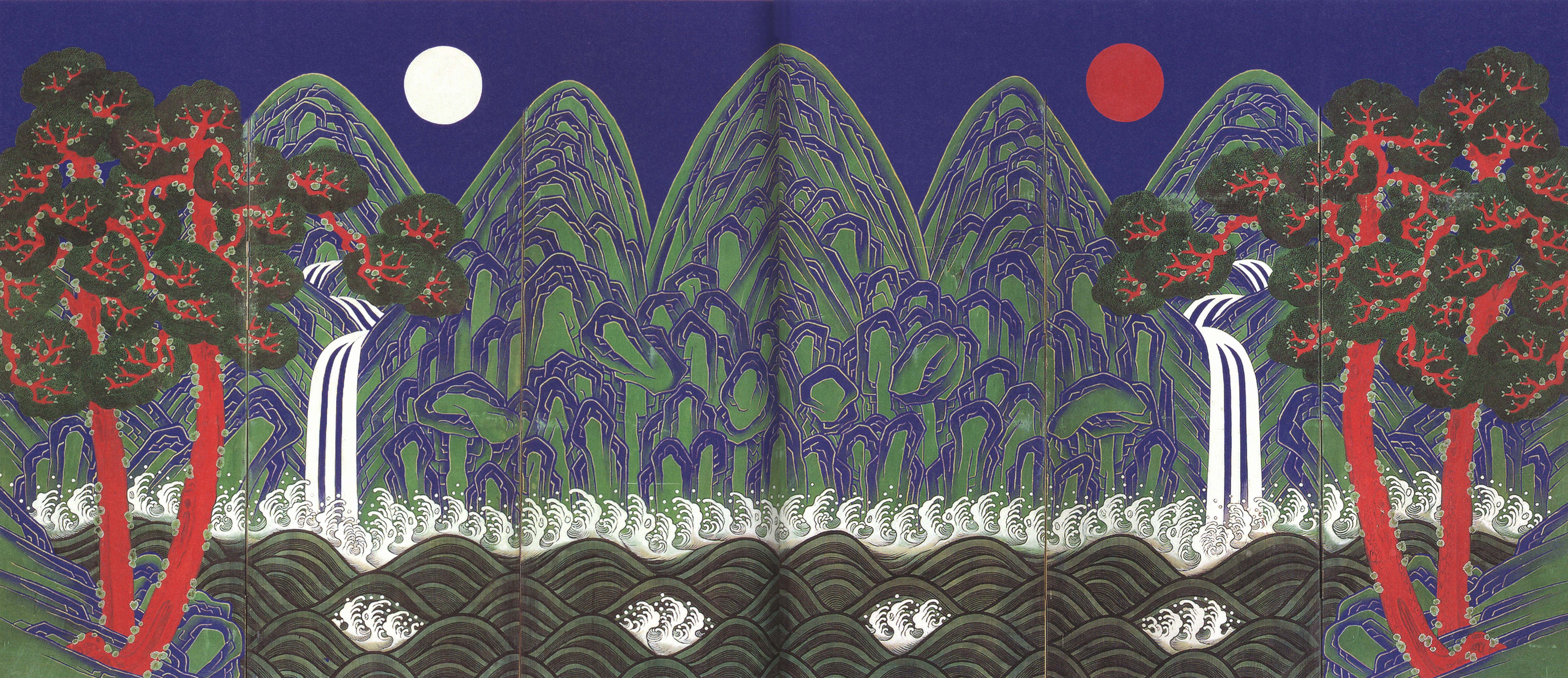
진안 마이산을 모형으로 그린 일월오봉도

일월오악도(日月五嶽圖)는 일월오봉도라고도 하는데 마이산과 관련이 있다. 악(嶽)이란 원래 악(岳)과 같은 한자로, 큰 산 또는 크고 높은 산을 지칭한다. 설악산이나 월악산, 화악산 같은 큰 산에만 악자가 들어 있는 것은 이 때문이라고 알려져 있다. 일월오악도 그림의 산들은 긴 삼각형 형태로 나란히 솟아오른 다섯 개의 봉우리로만 이루어져 있는데도 일월오악도라는 이름이 붙었다. 오악이 한국의 대표적인 명산인 오악(五嶽, 백두산·지리산·금강산·묘향산·삼각산)을 상징한다고 전하는데 이곳 지역의 전북특별자치도 진안의 노인들은 일월오악도, 일월오봉도를 진안의 마이산(馬耳山)을 형상화한 그림으로 얘기하고 있다.

### 은수사

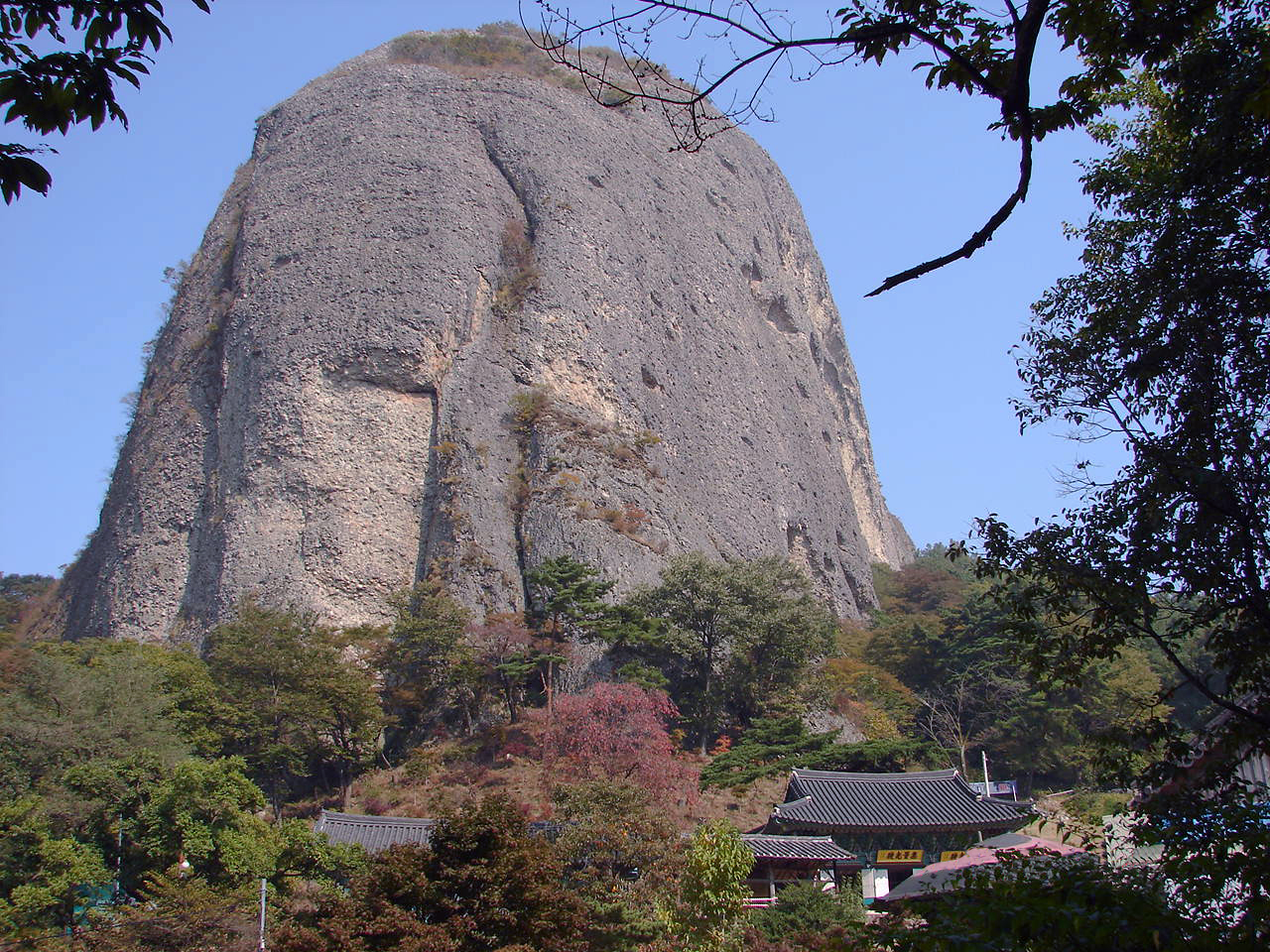
진안 마이산에 자리잡은 은수사(銀水寺)

마이산에는 은수사가 있고 그곳에 자생하고 있는 줄사철군락지가 진안 마이산 줄사철나무 군락이란 이름으로 천연기념물 380호로 지정되어 있다. 군식성 식생으로 생태학적 중요성을 인정하여 지정했는데 보호 소재지는 전북 진안군 마령면 동촌리 산 18번지이고 지정일은 1993년 8월 19일, 지정면적은 171 m2으로 등록되어 있다.
은수사의 줄사철나무 군락지는 대한민국 내륙 지방에 분포하고 있는 줄사철나무의 북방한계지이고 노목과 군락을 이루고 있어 학술적, 생태학적으로 귀중한 자료로 인정되어 있다. 문화재청은 2008년 4월 15일 마이산 줄사철나무 군락지에서 진안 마이산 줄사철나무 군락로 변경하였다.

### 청실배나무
청실배나무는 산돌배나무와 유사한 종으로 집 근처나 산에서 자라는 나무인데 마이산 이곳에 천연기념물 제386호로 서있다. 나무의 높이는 18 m이고, 나무의 나이는 640년으로 추정된다. 가슴높이줄기둘레는 2.8 m이고, 줄기 길이는 동쪽 7.2 m, 서쪽 8.7 m, 남쪽 7.3 m, 북쪽 6.4 m이다. 이 청실배나무(靑實梨)는 진안군청에서 동쪽으로 4 km, 마령면사무소로부터 3 km 떨어진 숫마이산의 정남향에 있는 은수사의 경내에 자리잡고 있다.

## 같이 보기
- 한국의 산
- 마이산탑(탑사)
- 이갑용
- 은수사
- 일월오봉도
- 진안 마이산 줄사철나무 군락

## 참고 문헌
- 「한국의 천연기념물」, 은수사의 청실배나무,  이경준 저, 아카데미서적(2006년, 199~203p)
- 「행복한 가족여행 만들기」, 진안 마이산, 유철상 저, 성하출판(2005년, 187~191p)